# Diogo Dias
Diogo Dias (spanisch Diego Diaz, * vor 1450?; † nach Juli 1501) war ein portugiesischer Seefahrer und Entdecker.

## Person
Über das Leben von Diogo Dias vor seinen Entdeckungsreisen ist wenig bekannt. Er war möglicherweise ein Nachfahre von João Dias, der 1434 gemeinsam mit Gil Eanes das Kap Bojador umsegelte, oder des Kaufmanns und Entdeckers Dinis Dias, der 1444 im Auftrag Heinrichs des Seefahrers als erster Europäer zum westlichsten Punkt Kontinentalafrikas vorstieß, dem im heutigen Senegal gelegenen Cabo Verde und die Terra dos Guineus (heute: Guinea-Bissau) entdeckte. Zudem sind einige historische Bezüge nicht eindeutig geklärt. So ist z. B. offen, ob es sich bei dem 1465 in einem Brief der königlichen Kanzlei Alfons V. als Dolmetscher genannten Diogo Dias um den späteren portugiesischen Seefahrer und Entdecker handelt (er wäre in jenem Jahr erst ungefähr 15 Jahre alt gewesen). Des Weiteren wird er in verschiedenen Schriften auch als Pedro bzw. Pêro Dias oder Diaz angesprochen. Als gesichert gilt, dass Diogo Dias dem niederen Adel (portugiesisch escudeiro) entstammte und am Hofe des portugiesischen Königs lebte.
Diogo Dias hatte drei Brüder, den berühmteren Bartolemeu sowie Péro und Alvaro. Bartolomeu und Diogo waren möglicherweise gleichaltrig. Diogo und Péro begleiteten Bartolomeu auf seiner ersten Reise. Wie Bartolomeu fungierte auch Diogo später als Kapitän der Flotte von Pedro Álvares Cabral.

## Entdeckungsreisen
Erste Entdeckungsreise

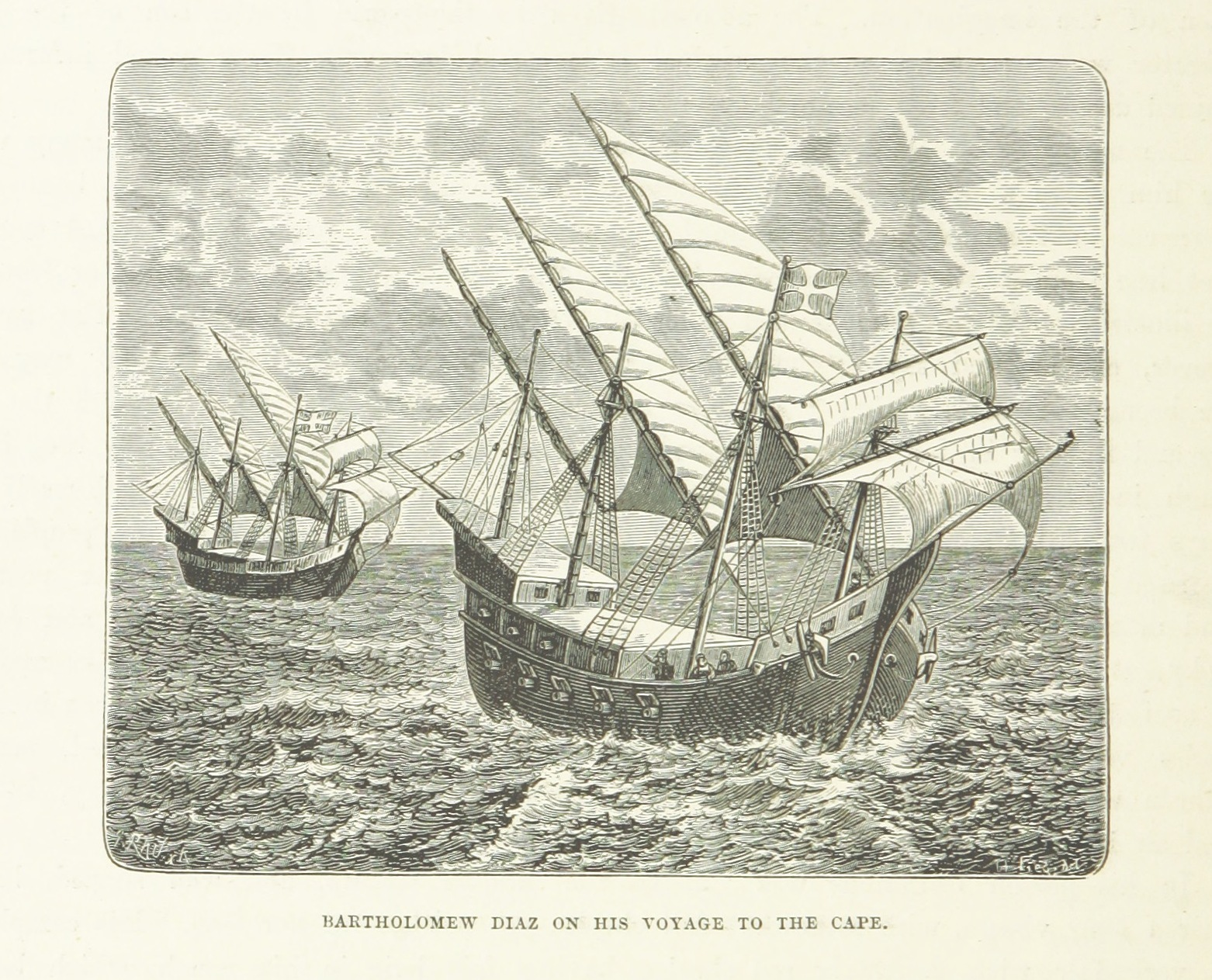
Bartolomeu Dias auf der São Cristóvão im Vordergrund, hinten die São Pantaleão (1887)

August 1487 (Lissabon) – Dezember 1488 (Lissabon): Drei Karavellen unter dem Kommando seines Bruders Bartolomeu Dias auf dem Flaggschiff São Christóvão, João Infante als Kapitän der São Pantaleão und Diogo Dias auf dem Versorgungsschiff stachen in See mit dem Reiseziel, die Südspitze Afrikas zu umsegeln und Portugiesisch-Indien zu erreichen. Umstritten ist, ob Bartolomeu Dias bereits im Dezember 1487 ein 3,30 Meter hohes Padrão in der Lüderitzbucht (portugiesisch Angra dos Ilheós, „Bucht der Inseln“) setzte, oder – was wahrscheinlicher ist – erst bei der Rückreise am 25. Juli 1488. Dias nannte den Ort „Terra de Santa Bárbara“; am 8. Dezember entdeckten sie die Walfischbucht (portugiesisch Golfo de Santa Maria da Conceição), wo sein Bruder Diogo Dias aus Sicherheitsgründen mit seinem Schiff zurückblieb. Am 23. Dezember 1487 erreichten sie die Hottentot Bay (portugiesisch Golfo de Santa Vitória; Neglectus Islet; 26° 21′ 21″ S, 14° 57′ 31″ O), am 26. Dezember 1487 die Elisabethbucht. Die Armada erreichte am 3. Februar 1488 Mossel Bay, das etwa 400 km östlich des Kaps der guten Hoffnung liegt, und verfehlte hierdurch zunächst das Kap. In der Algoa Bay errichtete die Mannschaft am 12. März 1488 das nächste (oder erste), diesmal dem São Gregorio gewidmete, Padrão. Im März 1488 erreichte die Flotte den Großen Fischfluss oder Keiskamma River (portugiesisch Rio do Infante, benannt nach dem zweiten Kapitän). Dias entschied sich angesichts aufgebrauchter Vorräte und einer erschöpften Besatzung zur Rückreise.
Am 6. Juni 1488 folgte das nächste Padrão am Cape Point, 2 km östlich des Kaps der guten Hoffnung. Es wurde dem São Felipe gewidmet. Erst bei der Rückreise entdeckte die Flotte dieses Kap, das nach den bisherigen Erfahrungen von Dias als „stürmisches Kap“ (portugiesisch Cabo tormentoso) genannt wurde. König Johann II. benannte es euphemistisch in Kap der guten Hoffnung (portugiesisch Cabo da boa esperança) um. In der südlichen Walfischbucht traf Bartolomeu Dias sein Versorgungsschiff wieder, auf dem nur noch vier Mann einschließlich Diogo Dias lebten. Nach 16 Monaten und 17 Tagen erreichte die Flotte wieder Lissabon.
Zweite Entdeckungsreise
8. Juli 1497 (Restelo) – 10. Juli 1499/9. Dezember 1499 (Lissabon): Generalkapitän Vasco da Gama nahm Diogo Dias auf der São Gabriel als Schreiber (portugiesisch escrivão) mit, Paulo da Gama befehligte die „São Rafael“, Nicolao Coelho die „Berrio“ und Gonçalo Nunez das Versorgungsschiff und insgesamt maximal 170 Mann Besatzung. Am 15. Juli 1497 erreichten sie die Kanarischen Inseln, am 23. Juli die Kapverden, das afrikanische Festland kam am 8. November 1497 in Sicht am Berg River 60 km nördlich vom heutigen Kapstadt. Nach einer Rast setzten sie am 16. November 1497 wieder die Segel, zwei Tage später erreichten sie das Kap der guten Hoffnung. Nach einem weiteren Aufenthalt setzten sie am 8. Dezember 1497 ihre Reise fort. Nachdem die Flotte am 24. Juni 1498 Kalikut erreichte, wurde Diogo Dias mit der Übergabe einer Nachricht an den dortigen König beauftragt. Am 26. August 1498 überbrachte ein einheimisches Boot der portugiesischen Flotte die Nachricht, dass Diogo Dias beim König als Gefangener verweilen werde und erst zurückkehren würde, sobald die Armada ihre Gefangenen freilasse. Nachdem Dias am 27. August 1498	 wieder zurückkehrte, konnte die Reise fortgesetzt werden.
Die Rückreise begann am 8. Oktober 1498, ein Zwischenstopp wurde am 3. Januar 1499 in Mogadischo (portugiesisch Magadoxo) eingelegt. Coelho kam als erster nach zwei Jahren Reise am 10. Juli 1499 in Lissabon an, Vasco da Gama kehrte am 9. Dezember 1499 zurück. Nur 55 Seeleute traten die Heimreise an.
Dritte Entdeckungsreise
9. März 1500 (Lissabon) – 23. Juni/27. Juli 1501 (Lissabon): Der neue König Manuel I. beauftragte Pedro Álvares Cabral am 15. Februar 1500 mit der Errichtung eines Forts und Handelspostens im mosambikanischen Sofala auf dem Weg nach Indien. Cabrals Flotte bestand aus 13 Karavellen mit über 1000 Mann Besatzung, worunter Bartolomeu Dias und sein Bruder Diogo Dias jeweils eine befehligten. Wegen Windstille driftete die Flotte weit nach Westen ab und entdeckte am 21. April 1500 Brasilien bei Porto Seguro. Die Weiterreise Richtung Indien begann im Mai 1500. Auf südlichem Kurs entdeckte Diogo Dias als erster Europäer im Juli 1500 die Inseln La Réunion und die Maskarenen, östlich von Madagaskar gelegen. Bis zu ihrer Aufgabe 1575 nutzten die Portugiesen diese Inseln als Stationen für Süßwasser und Proviant für ihre Schiffe auf dem Weg nach Goa in Indien und Malakka im heutigen Malaysia. Am 10. August 1500 entdeckte der von der Flotte separierte Diogo Dias die Insel Madagaskar, die er als Festland Afrikas ansah und benannte sie „Sankt Lorenz“ (portugiesisch São Lourenço).
Die dezimierte Armada trat unter Führung von Cabral am 31. Januar 1501 von Cannanore aus die Rückreise nach Portugal an, die wie die Hinreise nicht ohne Schwierigkeiten verlief. Cabrals Stellvertreter Sancho de Tovar erlitt vor Melinde auf einer Sandbank am 12. Februar 1501 Schiffbruch, ohne dass weitere Leben zu beklagen waren. Am 21. Mai 1501 umrundeten sie das wieder stürmische Kap der guten Hoffnung, wo am 29. Mai 1500 Bartalomeu Dias im Sturm unterging und die Flotte auseinandergetrieben wurde.
Das Schiff von Diogo Dias erkundete die Küsten Somalias und die Gewässer des Indischen Ozeans am Eingang des Roten Meeres. Nicolao Coelho fuhr voraus und kam am 23. Juni 1501 in Lissabon an, Cabral landete am 21. Juli 1501, Sancho de Tovar, Péro Ataide und Diogo Dias trafen am 27. Juli 1501 ein. Insgesamt gab es nur 500 Überlebende in sieben Schiffen. Jaime Cortesão berichtete, dass Diogo mit nur sieben Überlebenden seiner ursprünglichen Besatzung wieder Lissabon erreichte.

## Weiteres Leben
Nach seiner Rückkehr bestätigte 1502 der portugiesische König Manuel I. die bereits durch dessen Vorgänger Johann II. an Diogo Dias verliehene jährliche Rente sowie die Mitgliedschaft im Ritterorden von Santiago. Über das weitere Leben von Diogo Dias ist nichts bekannt, er wird in historischen Schriften nicht mehr erwähnt. Eine im Oktober 1502 von Alberto Cantino gezeichnete Karte der Ostküste Afrikas (portugiesisch Planisfério de Cantino) zeigt die Ergebnisse der Reiseberichte des Diogo Dias, wobei seine Entdeckung „São Lourenço“ durch Marco Polos Phantasie-Namen „Madeigascar“ oder „Madagascar“ ersetzt wurde. Diogo Dias soll 1505 eine Expedition zu den Komoren unternommen haben, die seit dem Bericht von Pêro da Covilhã aus dem Jahr 1490 bekannt waren. Dieser einzigen Quelle steht jedoch die Mehrheit der Historiker entgegen, die das Todesjahr von Diogo Dias mit 1501/1502 angeben.